# ヤマギワビル
ヤマギワビルは、東京都千代田区外神田1丁目にかつて存在した商業施設ビル。

## 概要
ヤマギワリビナ本館の閉店後、ヤマギワがショールームを開設したが移転のため閉鎖。
土地・建物は住友不動産に売却され、2011年に住友不動産総合マンションギャラリー秋葉原館がオープン。
再開発のため2014年に近接のビル2棟とともに解体された。
跡地は住友不動産により、総合設計制度を用いた地上23階建てのオフィスビル住友不動産秋葉原ファーストビルが2019年12月に竣工。

## その他
- 建設当初、1階部分に日本石油（現：ENEOS）のガソリンスタンドが入居していた [3]。
- 敷地の北東の一角に伊勢丹創業地を示す石碑があったが、ヤマギワリビナの閉店後に撤去された。
  - “伊勢丹発祥の地”の碑を神田明神下交差点より望む。石碑は2011年に撤去。